# Еррет Лоббан Корд
Еррет Лоббан Корд (англ. Errett Lobban Cord) (20 липня 1894 – 2 січня 1974) – американський підприємець, сенатор.

## Біографія
Народився у Варренсбургу, штат Міссурі. Його батько був власником магазину. У 15 років покинув школу в Лос-Анджелесі й зайнявся продажем старих автомобілів. Працював автомеханіком, переробляв моделі Ford. У листопаді 1919 року кинув дружину з двома синами і переїхав до Чикаго. Тут продавав авто, вважався найкращим дилером, що принесло певні кошти.
Інвестори з Auburn в Обурні в штаті Індіана запросили його 1924 року допомогти з реалізацією машин. Він вирішив перефартувати автомобілі в яскраві кольори, що дало змогу швидко їх реалізувати. Згідно з угодою, замість плати Корд отримував  акції. Зрештою здобув контрольний пакет акцій і його обрали президентом Auburn Automobile Company. У 1926 Корд купив майже збанкрутілий Duesenberg в Індіанаполісі, 1927 року – компанію Lycoming Engines. У 1929 році заклав холдинг Cord Corporation, що контролював понад 150 підприємств. Компанія Дюзенберг виробляла найдорожчі, найпотужніші, найшвидші авто моделі Duesenberg Model J, компанія Auburn – моделі середнього класу, компанія Cord automobile – проміжні поміж ними моделі. Cord L-29 – перший передньопривідний автомобіль у США, Cord 810-812, де вперше ховались фари. Компанія Lycoming забезпечувала їх моторами, кузовами Limousine Body Co.  Дизайном машин холдингу займались Гордон Бьоріґ, Алан Лімі. Через економічний спад Великої депресії виробництво автомобілів падало, хоча Auburn став 13 автовиробником США.
Крім автовиробників, холдингу Cord Corporation належали корабельня New York Shipbuilding, таксомоторна компанія Checker Cab, літакобудівні Stinson Aircraft, Vultee Aircraft, авіакомпанія American Airways (згодом American Airlines). Вони створили ряд знакових літаків, кораблів.
Через загрозу викрадення переїхав 1934 року до Великої Британії. Повернувся 1936 року і потрапив під розгляд Комісії з цінних паперів і бірж (англ. U.S. Securities and Exchange Commission) за звинуваченням у фінансових махінаціях компанії Checker Cab. Задля уникнення можливого судового переслідування 1937 року продав свою долю у Cord Corporation, Aviation Corporation, що призвело до їхнього розпаду, припинення виробництва автомобілів.
Переїхав до Лос-Анжелеса, де заробив мільйонні статки, продаючи нерухомість. У Каліфорнії відкрив одні з перших радіо-(KFAC) і телестанцій.
Переїхав 1940 року до штату Невада, де зайнявся політикою. Став сенатором штату від Демократичної партії замість померлого. 1958 року відмовився балотуватись на пост губернатора штату. Після цього жив на ранчо Рено у Неваді, де і помер. Похований на Inglewood Park Cemetery біля Лос-Анджелесу.
Близько 150 автомобілів Cord Corporation експонуються у Обурні в Auburn *Cord* Duesenberg Автомобільному музеї (англ. Auburn *Cord* Duesenberg Museum), розміщеному в колишній будівлі Auburn Automobile Company.